# John Marvin LeVoir

Bischofswappen von John Marvin LeVoir

John Marvin LeVoir (* 7. Februar 1946 in Minneapolis) ist ein US-amerikanischer Geistlicher und emeritierter römisch-katholischer Bischof von New Ulm.

## Leben
John Marvin LeVoir empfing am 30. Mai 1981 die Priesterweihe für das Erzbistum Saint Paul and Minneapolis.
Papst Benedikt XVI. ernannte ihn am 14. Juli 2008 zum Bischof von New Ulm. Der Erzbischof von Saint Paul and Minneapolis, John Clayton Nienstedt, spendete ihm am 15. September desselben Jahres die Bischofsweihe; Mitkonsekratoren waren Frederick Francis Campbell, Bischof von Columbus sowie Peter Forsyth Christensen, Bischof von Superior.
Papst Franziskus nahm am 6. August 2020 seinen vorzeitigen Rücktritt an.